# Sudets

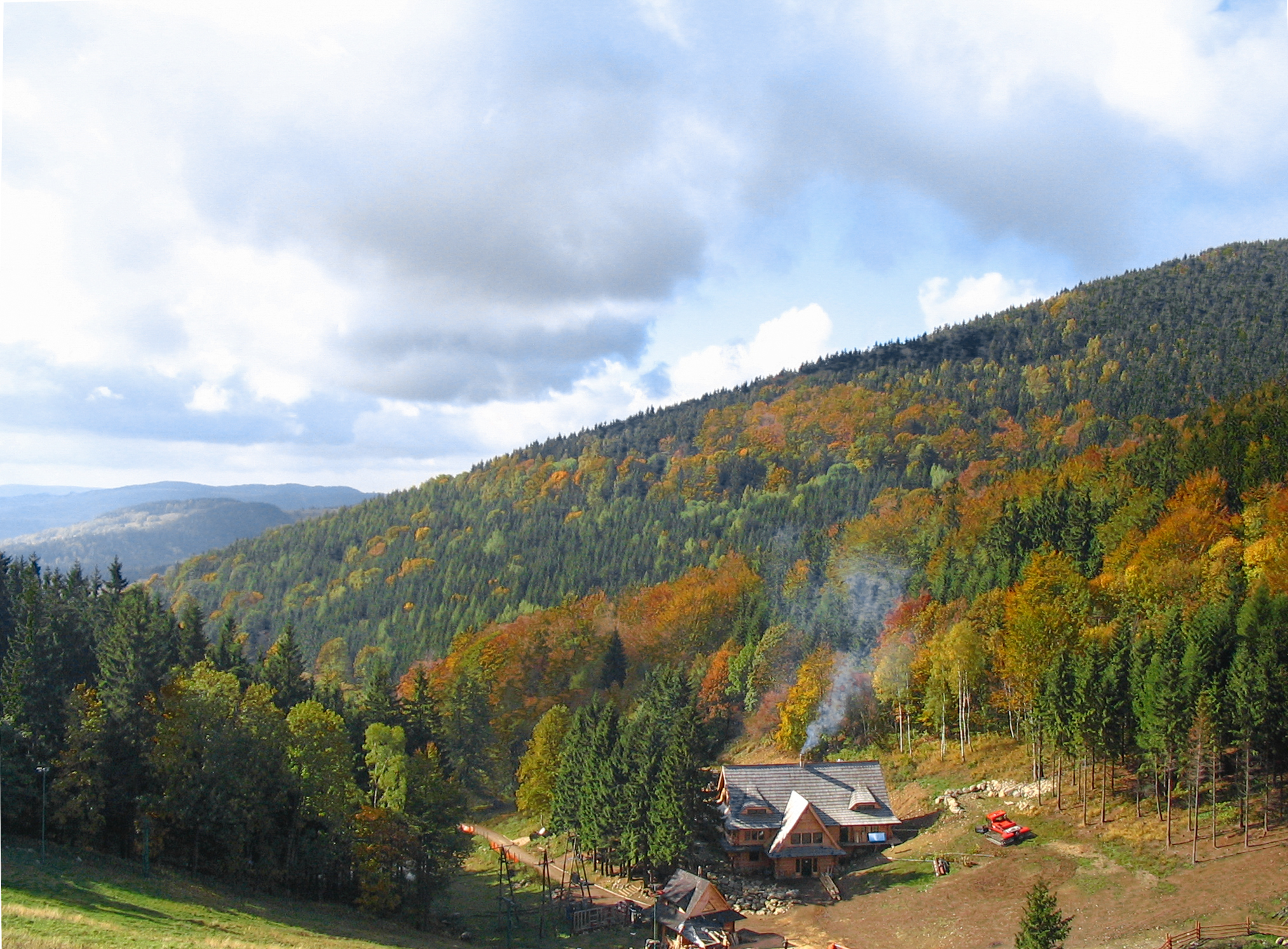
Una vista des del refugi Zygmuntówka, Góry Sowie

Els Sudets (Sudeten en alemany, Sudety en txec i polonès) és una cadena muntanyosa situada a Centreeuropa, entre Bohèmia i Silèsia. El cim més alt és la Muntanya Nevada (Sněžka en txec; Śnieżka en polonès; Schneekoppe en alemany) amb 1.602 m. La serralada es divideix en tres zones diferenciades:

## Descripció
- Els Sudets Occidentals, amb les muntanyes de Lusàcia (Alemanya i República Txeca) i les muntanyes Karkonosze/Krkonoše (Polònia i la República Txeca)
- Els Sudets Centrals
- Els Sudets Orientals

## Clima
Les muntanyes més altes, situades al llarg de la frontera txeco-polonesa, tenen precipitacions anuals al voltant dels 1500 mm.
Les muntanyes de la taula que arriben als 919 m tenen precipitacions que van des dels 750 mm als llocs més baixos fins als 920 mm a les parts altes, essent juliol el mes més plujós. La coberta de neu a les muntanyes de la Taula normalment dura entre 70 i 95 dies, depenent de l'altitud.

## Vegetació
Els assentaments humans, la tala i la neteja han deixat bosses de bosc als contraforts de bosc dens i continu, ubicats a les parts altes de les muntanyes. A causa de l'explotació forestal dels darrers segles, resten poques restes d'arbres de fulla ampla com el faig, el sicòmor, el freixe i el til·ler de fulla petita que abans eren comuns als Sudets. En canvi, l'avet roig es va plantar al seu lloc a principis del segle XIX, en alguns llocs equivalent a monocultius.

## Etimologia
El nom Sudetes deriva de Sudeti montes, una llatinització del nom Soudeta ore mineral utilitzat a la Geographia per l'escriptor grecoromà Ptolemeu (Llibre 2, Capítol 10) c. 150 dC per a una serralada de muntanyes des de la regió de Germania a l'actual República Txeca.
No hi ha consens sobre quines muntanyes volia dir, i podria haver pensat, per exemple, les Muntanyes Metal·líferes, unint els moderns Sudets al seu oest, o fins i tot -segons Schütte- la Selva de Bohèmia, tot i que normalment es considera que és equivalent al de Ptolemeu, bosc de Gabreta. Els sudetes moderns són probablement les muntanyes d'Askiburgion de Ptolemeu.

## Història
El terme també designa, per extensió, la població germanòfona que habita Bohèmia i Moràvia, situada al voltant de la cadena muntanyosa i que representava més del 30% de la població total de Bohèmia abans de la Segona Guerra Mundial (Sudetenland). Aquest sector de la població va demanar la seva annexió a Alemanya el 1919, però va ser adherit a la nova república de Txecoslovàquia, creada després de la I Guerra Mundial, fet que va portar alguns dels seus habitants a formar el «partit alemany dels sudets», que va rebre el suport de Hitler. Aquest partit reclamava l'adhesió al Tercer Reich, amb el suport dels nazis. Malgrat les concessions fetes pel govern de Praga, Hitler donà un ultimàtum a Txecoslovàquia el 26 de setembre de 1938 i imposà la seva posició en els acords de Múnic en prometre un plebiscit. L'ocupació alemanya començà l'1 d'octubre, sense que les altres potències europees reaccionessin, i va ser completada el 15 de març de 1939 amb l'ocupació de la part txeca de Bohèmia, annexada pels alemanys i transformada en el «protectorat de Bohèmia-Moràvia». Els habitants germanòfons dels Sudets van ser expulsats el 1945, després de la capitulació d'Alemanya, i la regió va ser repoblada pels txecs.